# Szír nyelv
A szír nyelv vagy szír-arámi nyelv a sémi nyelveken belül egy kelet-arámi nyelvjárás (dialektus).
Eredetileg Nyugat-Mezopotámia Edessza tartományának dialektusa volt.  Virágzási kora a 4-7. századra esik; az arab hódítás után a vele rokon arab nyelv mindinkább kiszorította. Ezt követően kb. hat évszázadon át főleg az irodalom és egyház nyelveként használták. 
Ma a szír keresztények kisebbségi nyelve, amelyet Törökország keleti részén, Észak-Irakban és Északkelet-Szíria területén használnak. A nyelv egyben több keleti keresztény egyház liturgikus nyelve is.

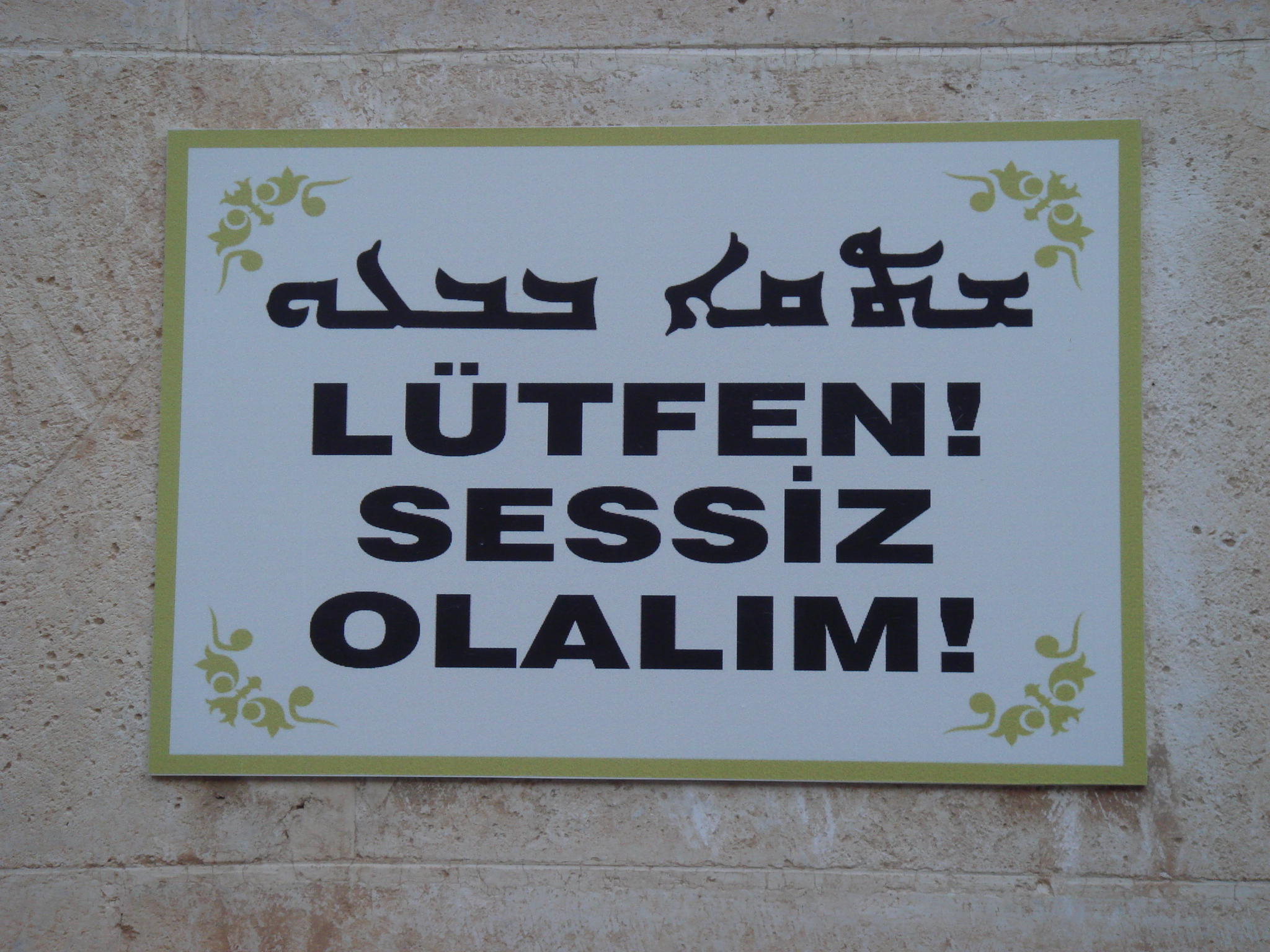
Csöndet kérünk! - szír és török nyelven

Az új-szír nyelvek dialektusként szigetekként maradtak fenn az arabul, kurdul és törökül beszélő környezetben. Két fő ága:
- nyugati új-szír (turójo) (Tur Abdin, Törökország) (Edessza)
- keleti új-szír / „asszír” (ajszori)

## Szír irodalom
Nagyon jelentős volt a szír nyelvű irodalom a kora középkorban. Az ókorban a Biblia szír nyelvre lefordítása által a szír kereszténység nyelvévé lett.
Írásban először az 1. században jelent meg feliratokon. Az i. sz. első századokban a görög munkák nyomán gazdag irodalom keletkezett, amely főleg keresztény teológiai művekből állt. Voltak azonban történelmi, filozófiai, orvosi és természettudományi munkák is, amely tudományok tekintetében a szírek a VIII. és IV. sz.-ban az arabok tanítói voltak. Általában a szíreknek nagy hatásuk volt a Kelet kultúrájának fejlődésére. A középkorban mindenütt elterjedt legendák eredetileg szintén szír könyvekből kerültek ki. A kereszténység első 3-4 századából csak bibliafordítások vannak (pesitta), melyek egyszersmind a nyelv mintáiul szolgálnak. A szír irodalom virágzási kora a IV. sz. közepén kezdődött. Kiválóbb alakok voltak: Ephrem, Marútasz maiperkáti püspök, Rabulas edesszai püspök, antiokiai Izsák, Józsua, továbbá Ebed Jesu metropolita Nizibiszből, Philoxenus nablogi püspök (Hierapolisz), Sarugi Jakab stb.

## További információ
- Elte - szír nyelv és írás